# Trolls flygfält
Trolls flygfält (norska: Troll flyfelt) är ett privat flygfält som ligger cirka 7 kilometer nordväst om den norska forskningsstationen Troll i Drottning Mauds land på Antarktis. Landningsbanan byggdes av Norsk Polarinstitutt på isen och öppnade för trafik i februari 2005. Fältet ägs och drivs av Norsk Polarinstitutt och är endast öppet för trafik associerad med forskning. Tack vare längden på banan har den blivit populär bland många länder då större plan kan landa och starta här, med full tank och last. De vanligaste är C-130 Hercules och P-3 Orion.
Idag fungerar flygfältet som ett nav, där material och personal kommer från Kapstaden i Sydafrika för att sedan distribueras i mindre plan till en slutdestination.     